# Liga Oficial de Fútbol Río Grande
La Liga Oficial de Fútbol Río Grande es desde 2006 una de las dos ligas regionales de fútbol en la provincia de Tierra del Fuego, Antártida e Islas del Atlántico Sur, la otra siendo la Liga Ushuaiense de Fútbol.
A nivel nacional, el campeonato se ubica por debajo de la 4ª categoría para los clubes indirectamente afiliados a la AFA, más específicamente debajo del Torneo Regional Federal Amateur.
Tiene su sede en la localidad de Río Grande y posee jurisdicción sobre la misma.

## Historia

### Participación en la Copa Argentina
En 2011, tras la recreación de la Copa Argentina, la Asociación de Fútbol Argentino resolvió la invitación de un club de cada provincia que no tuviera participantes en la copa. Por lo que el cupo para Tierra del Fuego se determinó en un enfrentamiento entre los campeones de las 2 ligas y Real Madrid resultó vencedor sobre Los Cuervos de Fin del Mundo. La participación de Real Madrid, que resultó fugaz ante la eliminación ante Boca Río Gallegos, es al momento la única de un equipo de la provincia en una copa nacional.

### Recreación del ascenso
Para el año 2021 volvería la Primera B, después de varios años en la cual había desaparecido la Primera B por una reestructura obligada por el Consejo Federal de Fútbol, la Liga Oficial impulsa el regreso de la divisional, y para ello desde el 1 de junio comienzan a recepcionar equipos que quieran conformar la misma. Los cuales deben tener personería jurídica o la misma en trámite; y como se espera que habrá más del número establecido por la organización, estos serán los encargados de elegir quiénes jugarán en la divisional por lo que las evaluaciones comenzarán de inmediato, una vez a que comiencen a llegar las solicitudes de afiliación a AFA.

## Equipos participantes
Participantes de la temporada 2022:

### Primera División A
| Equipo                                                                        | Ciudad     | Año de fundación | Provincia        | Estadio                                                                    |
| ----------------------------------------------------------------------------- | ---------- | ---------------- | ---------------- | -------------------------------------------------------------------------- |
| Asociación Argentina Trabajadores de Entidades Deportivas y Civiles (AATEDYC) | Río Grande | 1956             | Tierra del Fuego | Centro Deportivo Municipal de Río Grande, ''Reverendo Padre José Forgacs'' |
| Club Social, Deportivo y Cultural Bernardo O'Higgins                          | Río Grande | 1958             | Tierra del Fuego | Centro Deportivo Municipal de Río Grande, ''Reverendo Padre José Forgacs'' |
| Club Atlético Social y Deportivo Camioneros de Río Grande                     | Río Grande | 1974             | Tierra del Fuego | Centro Deportivo Municipal de Río Grande, ''Reverendo Padre José Forgacs'' |
| Club Atlético Real Madrid de Río Grande                                       | Río Grande | 1989             | Tierra del Fuego | Centro Deportivo Municipal de Río Grande, ''Reverendo Padre José Forgacs'' |
| Asociación Civil Deportivo Social y Cultural Inter de Río Grande Fútbol       | Río Grande | 2009             | Tierra del Fuego | Centro Deportivo Municipal de Río Grande, ''Reverendo Padre José Forgacs'' |
| Club Social Deportivo y Cultural Sacachispas Río Grande                       | Río Grande | 2017             | Tierra del Fuego | Centro Deportivo Municipal de Río Grande, ''Reverendo Padre José Forgacs'' |
| Club Asociación Civil Famaillá del Sur                                        | Río Grande | 2013             | Tierra del Fuego | Municipal de Césped Sintético de Río Grande                                |
| Club Deportivo, Social y Cultural Petroquímico Chinese                        | Río Grande | 2015             | Tierra del Fuego | Municipal de Césped Sintético de Río Grande                                |
| Asociación Civil Germinal                                                     | Río Grande | 2019             | Tierra del Fuego | Municipal de Césped Sintético de Río Grande                                |
| Club Social Deportivo y Cultural 9 de Octubre                                 | Tolhuin    | 2010             | Tierra del Fuego | Municipal de Césped Sintético de Río Grande                                |

### Primera División B
| Equipo                                              | Ciudad     | Año de fundación | Provincia        | Estadio                                                                    |
| --------------------------------------------------- | ---------- | ---------------- | ---------------- | -------------------------------------------------------------------------- |
| Asociación Civil Albatros Social Cultural Deportiva | Río Grande | 2020             | Tierra del Fuego | Municipal de Césped Sintético de Río Grande                                |
| Club Deportivo Estrella Austral                     | Río Grande | 1990             | Tierra del Fuego | Municipal de Césped Sintético de Río Grande                                |
| Club Deportivo Frías                                | Río Grande | 2019             | Tierra del Fuego | Municipal de Césped Sintético de Río Grande                                |
| Club Deportivo Libertad                             | Río Grande | 1994             | Tierra del Fuego | Municipal de Césped Sintético de Río Grande                                |
| Club Deportivo Social y Cultural San Martin         | Río Grande | 1937             | Tierra del Fuego | Centro Deportivo Municipal de Río Grande, ''Reverendo Padre José Forgacs'' |
| Club Olimpo de Río Grande                           | Río Grande | 2019             | Tierra del Fuego | Centro Deportivo Municipal de Río Grande, ''Reverendo Padre José Forgacs'' |
| Club Social y Deportivo Unión Santiago Río Grande   | Río Grande | 2020             | Tierra del Fuego | Centro Deportivo Municipal de Río Grande, ''Reverendo Padre José Forgacs'' |

## Campeones
En negrita el campeón de la temporada
| Temporada | Campeón     | Subcampeón       |
| --------- | ----------- | ---------------- |
| 2006      | Real Madrid | O'Higgins        |
| 2007      | O'Higgins   | Real Madrid      |
| 2008      | Real Madrid | Victoria         |
| 2008/09   | Real Madrid | Estrella Austral |
| 2009/10   | Real Madrid | Tolhuit          |
| 2010/11   | Real Madrid | Camioneros       |
| 2011/12   | Real Madrid | Camioneros       |
| 2012/13   | Camioneros  | Victoria         |
| 2013/14   | Real Madrid | Camioneros       |
| 2014/15   | Camioneros  |                  |
| 2015/16   | Camioneros  | Real Madrid      |
| 2016/17   | Camioneros  | Italiano         |
| 2017/18   | Camioneros  | Victoria         |
| 2019      | Camioneros  | Famaillá         |
| 2020      | No hubo     | No hubo          |

| Temporada | Apertura   | Apertura    | Clausura   | Clausura     |
| Temporada | Campeón    | Subcampeón  | Campeón    | Subcampeón   |
| --------- | ---------- | ----------- | ---------- | ------------ |
| 2021      | Camioneros | Real Madrid | Germinal   | Petroquimica |
| 2022      | Camioneros | Famaillá    | En disputa | En disputa   |

### Palmarés
| Equipo      | Títulos |
| ----------- | ------- |
| Camioneros  | 8       |
| Real Madrid | 7       |
| O'Higgins   | 1       |
| Germinal    | 1       |